# Abbazia di Furness
L'abbazia di Santa Maria di Furness, più nota semplicemente come abbazia di Furness, è un ex-monastero situato alla periferia di Barrow-in-Furness. Nel XV secolo era il secondo più ricco ed influente monastero cistercense dell'Inghilterra, secondo solo all'abbazia di Fountains.

## Storia

### Fondazione
L'abbazia di Furness fu fondata nel 1123, nella Valley of the Deadly Nightshade (Valle della Mortale Belladonna), tra le città di Dalton-in-Furness e Barrow-in-Furness.
Fu edificata all'interno dei vasti territori nel Furness che Stefano, conte di Boulogn e futuro re d'Inghilterra, donò a Vitale, fondatore della Congregazione di Savigny.
Tali territori comprendenti foreste, pascoli, laghi, tra i quali il Coniston Water, diversi mulini ed anche alcune cave di sale e miniere.
Il potere dell'abbazia di Furness crebbe in fretta, e nel 1134 i monaci costruirono l'abbazia di Byland nel Calder. Sempre nello stesso anno, fondarono l'abbazia di Rushen su alcuni territori da loro posseduti nell'Isola di Man.

### Il massimo potere e la distruzione
Nel 1147, l'abbazia di Furness fu assorbita dell'Ordine cistercense.
La costruzione originale, in pietra locale, fu gradualmente ricostruita ed allargata, inoltre i monaci fecero ricostruire interamente la chiesa dell'abbazia ed edificarono la torre occidentale.
La ristrutturazione venne completata nel XV secolo e l'abbazia divenne uno dei più grandi, ricchi ed influenti monasteri cistercensi d'Inghilterra, secondo solo all'abbazia di Fountains.
Sotto i cistercensi, crebbe notevolmente l'influsso dell'abbazia di Furness sull'Isola di Man. Molti monaci provenienti da Furness divennero vescovi dell'isola. Questo grazie all'influenza dell'abbazia di Rushen, controllata da quella di Furness, nella nomina di tale Vescovo.
Nei secoli le salme di questi Vescovi furono sepolte nell'abbazia di Furness, dove trovò sepoltura anche uno dei re di Man.
Per proteggere e controllare i traffici commerciali tra l'isola stessa e la penisola di Furness, i monaci fecero costruire sull'isola di Piel il Castello di Fouldry, noto anche come Castello di Piel.
Nel 1249 il potere dell'abbazia crebbe ulteriormente, e sotto al suo controllo passarono altri quattro monasteri irlandesi.
L'abbazia si trovava a soli 70 miglia dalle coste scozzesi, trovandosi così in mezzo ai frequenti conflitti tra l'Inghilterra e la Scozia. Quando il re scozzese Roberto I invase l'Inghilterra, l'abate dell'abbazia di Furness lo sostenne economicamente, pur di non rischiare che l'abbazia perdesse ricchezza e potere per mano sua.
Il 9 aprile 1537, come conseguenza dello scisma anglicano, l'abate e 28 monaci apostati firmarono l'atto di resa alla neonata chiesa anglicana, e per ordine di Enrico VIII il monastero fu dissolto e l'abbazia distrutta.

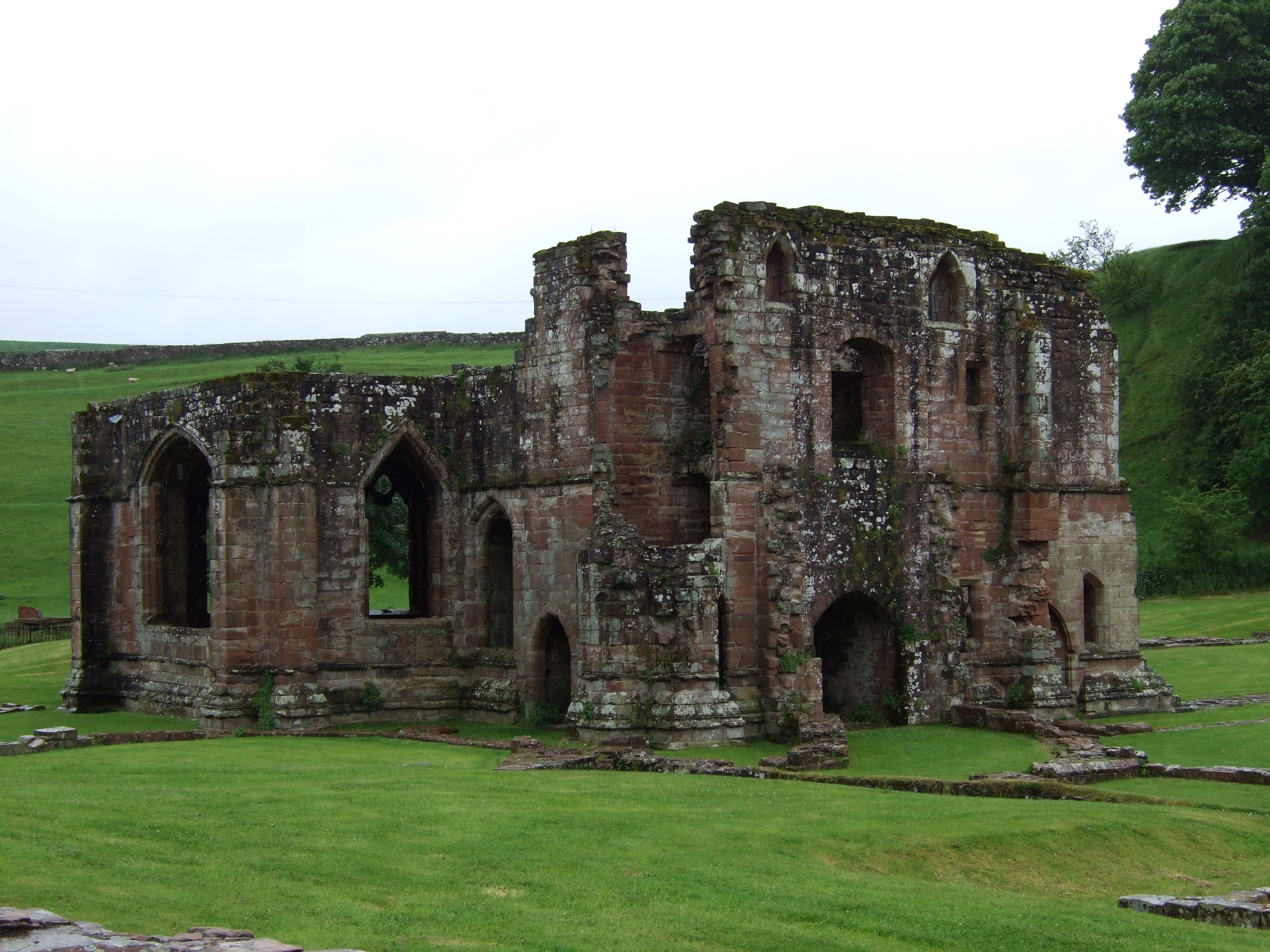
Parte delle rovine dell'abbazia.

### Storia recente
Le rovine dell'abbazia sono diventate una popolare attrazione per i turisti, che le raggiungono percorrendo la via cistercense, strada che parte dalla vicina Dalton-in-Furness ed arriva fino all'abbazia stessa. 
Alcune parti dell'edificio sono sopravvissute alla distruzione post-scisma, in particolare la torre occidentale che conserva ancora parte dell'arredo originario, tra cui una poltrona ed un armadio, e la Cappella dell'infermeria, quest'ultima praticamente intatta. In buono stato di conservazione rimangono anche parte del Chiostro e la Sala capitolare, sopravvissuta nonostante il crollo del soffitto.
Molti artisti trovarono l'ispirazione visitando quel che resta dell'abbazia, tra cui il poeta William Wordsworth che la cita nella sua autobiografia dal titolo The Prelude (Il Preludio) ed il pittore William Turner che produrrà una serie di incisioni raffiguranti i ruderi dell'abbazia. Nel 1869 l'allora undicenne Theodore Roosevelt, futuro ventiseiesimo presidente degli Stati Uniti d'America, visitò l'abbazia con la sua famiglia come prima tappa del loro viaggio in Europa.
Nel 2009 furono notate numerose crepe sui ruderi, che per sicurezza vennero recintati e l'accesso ai turisti fu vietato. Nel frattempo iniziarono lavori di restauro per scongiurare i rischi di un possibile crollo.

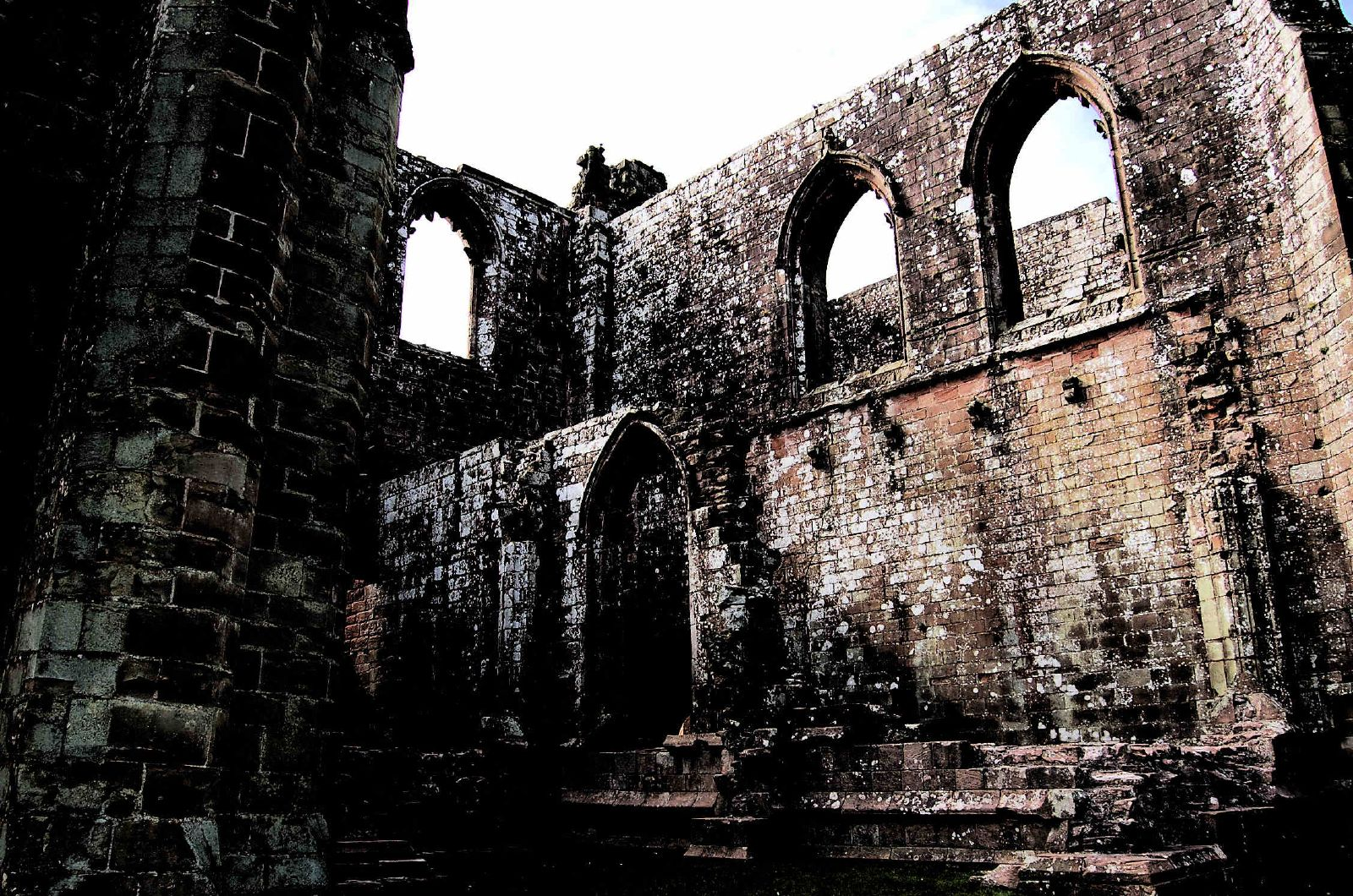
Interno dell'abbazia.

## Folklore e attività soprannaturali
Sono numerose le storie e gli avvistamenti di fantasmi tra le rovine dell'abbazia di Furness, riconducibili quasi tutti a tre principali fantasmi che sembrano infestare il luogo.
Il primo sarebbe quello di un monaco, brutalmente ucciso durante gli eventi successivi allo scisma, il cui fantasma viene visto salire a fatica una delle scale dell'abbazia, sostenendosi alla balaustra.
Il secondo fantasma sarebbe quello della figlia dello scudiero dell'abbazia. Dopo la distruzione dell'edificio nel 1537, lei ed il suo fidanzato tentarono invano di ricostruirlo. In seguito il ragazzo partì per mare e non torno più, e la ragazza tornò ogni giorno per il resto della vita tra le rovine dell'abbazia, aspettando invano il di lui ritorno. Il sentiero che percorreva esiste ancora oggi ed è noto col nome di My Lady's Walk (Passeggiata della Mia Signora), sentiero che secondo la leggenda il fantasma della ragazza continua a percorrere ogni giorno nell'attesa del ritorno del suo amato.
Anche i numerosi avvistamenti di una Dama bianca per taluni sarebbero riconducibili alla figlia dello scudiero, mentre per altri si tratterebbe di fantasmi diversi.
Il terzo fantasma è quello di un monaco senza testa, che viene visto cavalcare sotto l'arco di pietra arenaria in prossimità della taverna dell'abbazia. Anche quest'ultimo fantasma sarebbe riconducibile ad una vittima delle violenze seguite allo scisma.